# مانلین (بازیکن فوتبال، زاده ۱۹۲۸)
مانلین (انگلیسی: Manolín; ۲۱ مهٔ ۱۹۲۸ – ۲۵ ژوئیهٔ ۲۰۱۴) بازیکن فوتبال اهل اسپانیا بود.
از باشگاه‌هایی که در آن بازی کرده‌است می‌توان به باشگاه فوتبال رئال ساراگوسا، باشگاه فوتبال رکریتیوو اوئلوا، باشگاه فوتبال رئال مادرید، باشگاه فوتبال اتلتیک بیلبائو، و باشگاه فوتبال اتلتیک بیلبائو بی اشاره کرد.
وی همچنین در تیم ملی فوتبال اسپانیا بازی کرده‌است.